# Eberswalder Billettfabrik

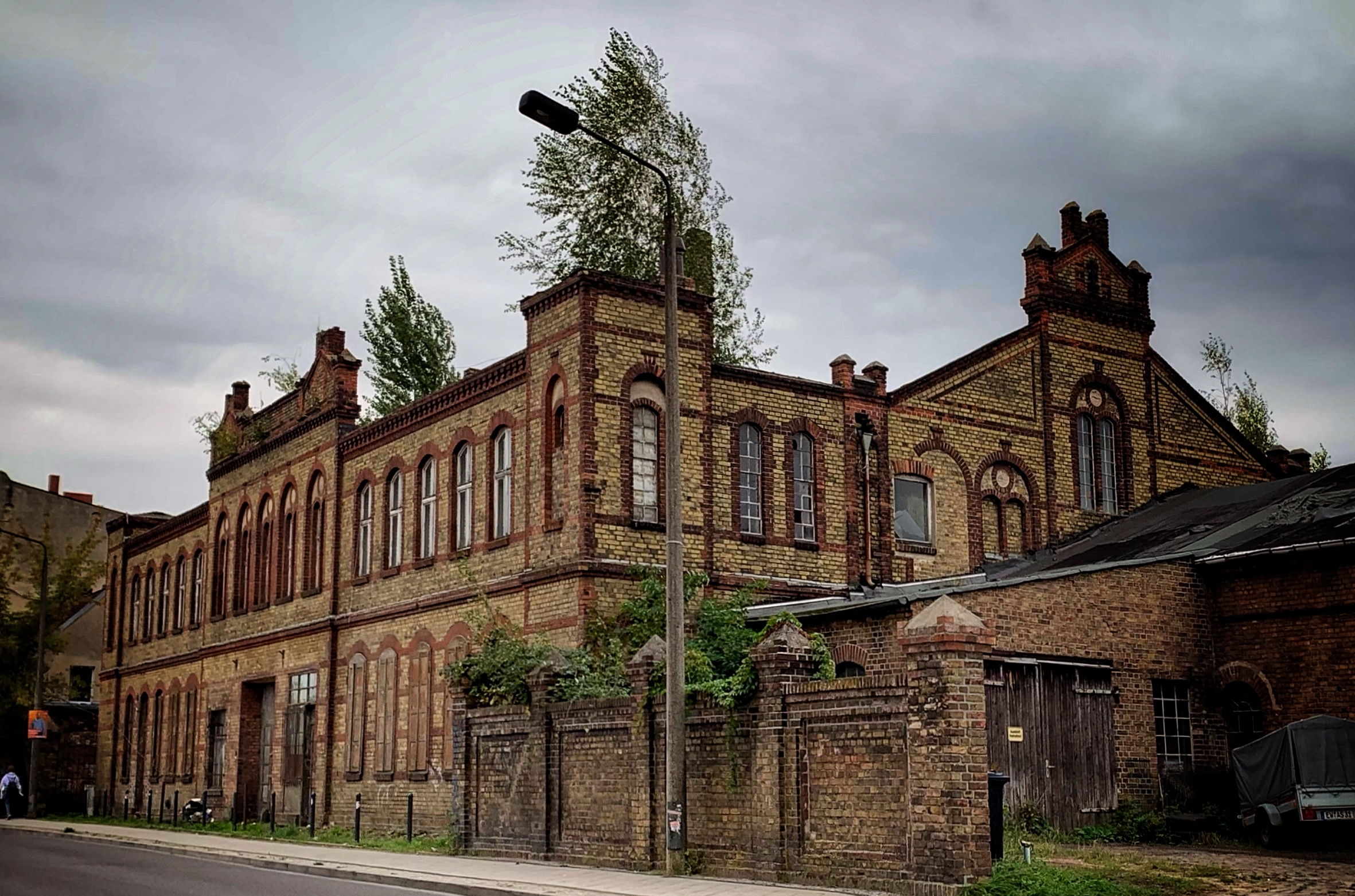
Billettfabrik Eberswalde in der Bergerstraße

Die Eberswalder Billettfabrik, kurz Ebifa, war eine Billettfabrik in Eberswalde.

## Geschichte
1876 eröffnete der Musiker Conrad Kemnitz eine Druckerei in Eberswalde. Der Betrieb florierte offenbar, denn schon 1884 bezog er in der Kirchstraße 17 ein größeres Quartier. Bereits 1888 zog Kemnitz mit seinem Unternehmen wieder um: Er baute in der Moltkestraße 2 (heute: Schillerstraße, Ecke Pfeil-Straße) ein Wohn- und Bürohaus und nebenan die neue Fabrik, in der auch eine Dampfmaschine untergebracht wurde. Später war das Unternehmen in der Bergerstraße ansässig.
Kemnitz druckte unter anderem Ansichtskarten nach Motiven von Richard Knötel. Er firmierte offenbar zeitweise unter „Kunstanstalt Conrad Kemnitz, Eberswalde“. Nach und nach spezialisierte er sich auf Billettherstellung und verwandte Gebiete. 1901 ließ er sich einen Apparat zur Abgabe von Rabattmarken u. s. w. patentieren.
1906 wurde die Druckerei in „Billettfabrik Conrad Kemnitz, Eberswalde“ umbenannt. 1914 wurde sie zur GmbH.
Unter dem späteren Leiter Bruno Natsch, der seit 1913 Geschäftsführer war, erlangte sie Bekanntheit auch über Brandenburg hinaus. Nach dem Ende des Zweiten Weltkriegs versuchte man den Betrieb zunächst wieder zum Laufen zu bringen. Zwölf Mitarbeiter begannen im Dezember 1945 aus Überresten und Ersatzteilen wieder funktionsfähige Maschinen zu bauen, denn die noch vorhandenen Maschinen waren als Reparationsleistungen in die UdSSR verbracht worden. 

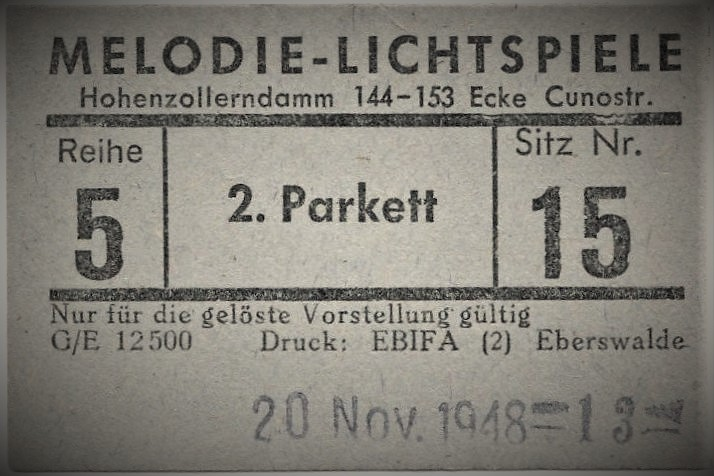
Eine Eintrittskarte der Ebifa aus dem Jahr 1948

1948 folgte die Enteignung und 1953 übernahm der VEB Kassenblock die restlichen Maschinen. Damit war die Geschichte der einzigen Billettfabrik Eberswaldes zu Ende. Das Areal an der Bergerstraße, in dem sie zuletzt ihren Sitz gehabt hatte, wurde von der Großhandelsgesellschaft Haushaltswaren weitergenutzt. Seit dem Ende der DDR stehen dort die Gebäude der einstigen Billettfabrik leer und verfallen.